# إيلين ماتسون
إيلين ماتسون (بالسويدية: Ellen Mattson) هي كاتِبة سويدية، ولدت في 1962 في اوديفالا ‏ في السويد.